# Markus Ziereis
Markus Ziereis (* 26. August 1992 in Roding) ist ein deutscher Fußballspieler. Er steht beim  VfB Oldenburg unter Vertrag.

## Laufbahn

### Jugend
Er begann mit sechs Jahren bei den F-Junioren der SpVgg Neukirchen-Balbini mit dem Fußballspielen. 2005 wechselte der Oberpfälzer in die Hauptstadt seines Regierungsbezirkes zum SSV Jahn Regensburg, nachdem er am DFB-Stützpunkt in Windischeschenbach auf sich aufmerksam gemacht hatte. Nach zwei Jahren in Regensburg wechselte er in die bayerische Hauptstadt München zum TSV 1860, wo er in den folgenden drei Jahren unter Trainer Alexander Schmidt spielte.
In der Spielzeit 2007/08 gehörte er zum Aufgebot der U-16 der Münchner Löwen, die folgende Saison 2008/09 spielte er mit der U-17 in der B-Jugend-Bundesliga. Im Sommer 2009 stieg er in die U-19 auf, mit der er in der Spielzeit 2009/10 in der A-Jugend-Bundesliga Süd/Südwest antrat. Ziereis wurde mit 19 Toren in 24 Spielen Torschützenkönig der Staffel.

### Erwachsenenfußball
Zur Vorbereitung auf die Spielzeit 2010/11 holte ihn Trainer Reiner Maurer zusammen mit den weiteren A-Jugendlichen Moritz Leitner, Daniel Hofstetter und Kevin Volland, mit dem er nach dem Auszug aus dem Jugendinternat und bis zum Wechsel Vollands nach Hoffenheim in einer WG lebte, zu den Profis des TSV 1860. In der Vorbereitung und auch im weiteren Saisonverlauf kam er in zwölf Testspielen zum Einsatz und schoss acht Tore. In einem Pflichtspiel kam er aber in der ganzen Spielzeit nicht zum Einsatz. Er konzentrierte sich stattdessen auf seine schulische Ausbildung, die er 2011 am Theodolinden-Gymnasium mit dem Abitur abschloss. Er spielte hauptsächlich weiter in der U19, insgesamt kam er in der Spielzeit 2010/11 auf 22 Einsätze und neun Tore. Zusätzlich spielte er in beiden Halbfinalspielen der deutschen A-Junioren-Meisterschaft 2011, wo die Sechzger dem 1. FC Kaiserslautern unterlagen. Nachdem er am 8. August 2010 sein Debüt im Erwachsenenfußball gegeben hatte, als er beim Spiel der U-23 der Löwen gegen Eintracht Frankfurt II eingewechselt wurde, kam er im weiteren Saisonverlauf der Regionalligaspielzeit 2010/11 auf weitere neun Einsätze, jedoch keiner über die volle Länge.
Auch in der Spielzeit 2011/12 gehörte er zum Zweitligakader, zum Einsatz kam er aber auch in diesem Jahr nicht in einem Pflichtspiel. In sechs Testspielen erzielte er sechs Tore. In der Regionalligaspielzeit 2011/12 kam er in 27 Einsätzen auf vier Tore. Am 31. März 2012 gehörte Ziereis erstmals bei einem Pflichtspiel zum Profikader, er wurde allerdings beim Spiel gegen Hansa Rostock nicht eingesetzt. Bis zum Saisonende blieb es bei dieser einmaligen Nominierung in den 18er-Kader.
Im Sommer wurde Ziereis und weitere junge Spieler, die in der vergangenen Saison noch zum Profikader gezählt wurden, nur mehr im Kader der zweiten Mannschaft geführt, die nun in der neuen Regionalliga Bayern als U-21 antrat. In Testspielen kam er jedoch weiter in der ersten Mannschaft zum Einsatz, in acht Spielen schoss er elf Tore. Trainer Reiner Maurer berücksichtigte ihn aber nicht für Ligaspiele. In der U-21 kam er unter Trainer Alexander Schmidt regelmäßig zum Einsatz, in 19 Einsätzen schoss er zwölf Tore. Nachdem Maurer am 18. November 2012 von Alex Schmidt als Trainer abgelöst wurde, übernahm dieser Ziereis und weitere Spieler aus der U-21 zu den Profis. Am 24. November 2012 gab Ziereis schließlich sein Debüt in der 2. Bundesliga, als er beim Spiel bei Union Berlin in der Halbzeitpause eingewechselt wurde, bis Jahresende kam er auf drei weitere Zweitligaeinsätze. Nach der Winterpause kam er wieder ausschließlich in der Regionalligaelf zum Einsatz, mit der er am Saisonende Meister wurde. In 33 Spielen hatte er 22 Tore geschossen. Auch in den beiden anschließenden Aufstiegsspielen gegen die SV Elversberg, in denen die kleinen Löwen den Saarländern unterlagen, kam er zum Einsatz.
Seinen mit der Saison 2012/13 auslaufenden Vertrag bei den Münchner Löwen verlängerte Ziereis nicht, stattdessen schloss er sich zur Spielzeit 2013/14 dem Ligakonkurrenten FSV Frankfurt an. Um weitere Spielpraxis im Profi-Bereich erhalten zu können, wechselte Ziereis im Januar 2014 auf Leihbasis zum Drittligisten SV Darmstadt 98.
2014/15 spielte er für den Chemnitzer FC in der 3. Liga. 2015 wechselte er zurück in die Regionalliga Bayern und schloss sich dem SSV Jahn Regensburg, mit dem er zweimal aufstieg. Nachdem er zu Beginn der Zweitligaspielzeit 2017/18 nicht mehr im Aufgebot des SSV Jahn berücksichtigt worden war, wechselte er am 10. August zurück zum TSV 1860 München, der mittlerweile in der Regionalliga Bayern spielte. Am Ende der Saison 2017/18 stiegen die Löwen in die 3. Liga auf, Ziereis hatte mit 14 Toren dazu beigetragen.
Im Sommer 2020 wechselte er zurück in die Regionalliga Bayern zur SpVgg Bayreuth. Mit den Oberfranken stieg er 2022 in die 3. Liga auf. Nach dem Abstieg am Ende der Saison 2022/23 schloss sich Ziereis Mitabsteiger VfB Oldenburg in der Regionalliga Nord an. Im Sommer 2025 wird er Oldenburg verlassen.

## Erfolge
- Aufstieg in die 3. Liga: 2016 mit dem SSV Jahn Regensburg, 2018 mit 1860 München, 2022 mit der SpVgg Bayreuth
- Aufstieg in die 2. Fußball-Bundesliga: 2017 mit dem SSV Jahn Regensburg